# Lei de Cotas
A Lei nº 12.711/2012, conhecida popularmente como Lei de Cotas, é uma lei brasileira sancionada em 29 de agosto de 2012 pela presidente Dilma Rousseff. A lei estabelece um programa de ação afirmativa extensivo na educação brasileira, garantindo a reserva de 50% das matrículas por curso e turno nas Universidades Federais e nos Institutos Federais a alunos oriundos integralmente do ensino público, em cursos regulares ou da educação de jovens e adultos. Também garante parte dessas vagas para membros de minorias étnicas. Os demais 50% das vagas permanecem para ampla concorrência.
A lei também é conhecida por Lei de Cotas para o Ensino Superior; Lei de Cotas de Ingresso nas Universidades; Lei de Cotas Sociais.

## Antecedentes
O Brasil já teve outras políticas de reserva de vagas em instituições de ensino. Um exemplo é a Lei do boi (Lei Federal nº 5.465, de 3 de julho de 1968). Esta lei reservava vagas para filhos de fazendeiros entrarem em cursos de Agronomia e Veterinária. A lei foi revogada em 1985.
Nos últimos anos do mandato presidencial de Fernando Henrique Cardoso, do PSDB, teve início a implantação de cotas nas universidades públicas de todo o Brasil. Ao longo do mandato de Lula, o PT deu continuidade ao processo.
A Universidade do Estado do Rio de Janeiro foi pioneira na criação de cotas para ingresso no ensino superior.
Entre as universidades federais, a UnB, UFPA e UFRGS foram as primeiras na implementação desta política. A política de cotas na UnB motivou um julgamento do Supremo Tribunal Federal que decidiu, em 2012, pela constitucionalidade das cotas. Logo depois, a Lei de Cotas foi sancionada.

## Implementação

### Distribuição de vagas

Diagrama mostrando a distribuição de vagas de acordo com a Lei de Cotas original.

Combinando fatores econômicos e étnicos, a Lei de cotas estabeleceu, nas universidades e institutos federais,  uma distribuição de vagas de acordo com os seguintes parâmetros:
- Reservam-se 50% das vagas de cada curso e de cada modalidade para egressos do ensino público (os candidatos devem ter cursado todo o ensino fundamental ou médio em escolas públicas para poderem tornar-se cotistas);

- As vagas reservadas às cotas são então subdivididas — metade para estudantes de escolas públicas com renda familiar bruta igual ou inferior a um salário mínimo e meio per capita e metade para estudantes de escolas públicas com renda familiar superior a um salário mínimo e meio.

- Em seguida, todas essas vagas são subdivididas novamente, destinando-se partes das vagas para alunos pretos, pardos ou indígenas, de acordo com percentual mínimo correspondente ao da soma da representação destes grupos na Unidade Federativa da instituição, de acordo com o último censo demográfico do Instituto Brasileiro de Geografia e Estatística (IBGE).

Ao final de todas essas divisões, surgem 9 modalidades que o estudante pode concorrer, sendo uma de Ampla Concorrência e oito de cotas.
Estas medidas foram implementadas gradualmente nas Universidades e Institutos Federais brasileiros, havendo certo grau de autonomia para as instituições, que podem aumentar o escopo das cotas ou incluir outras medidas de ação afirmativa.

### Revisões e adições
A Lei de Cotas original prevê a realização de revisões de dez em dez anos, atualizando e melhorando o programa original. Outras medidas e especificações foram inclusas ao decorrer do tempo.

#### Pessoas com deficiência
Em 2016 estabeleceu-se com a Lei 13.409/2016 uma subdivisão para pessoas com deficiência. Essa subdivisão segue a proporção de pessoas com deficiência em cada estado da federação, de acordo com o último censo do IBGE.

#### Revisão de 2023
O Projeto de Lei nº 5384, proposto inicialmente em dezembro de 2020, apresentado por Maria do Rosário, atualiza a Lei de Cotas, alterando a Lei 12.711/2012. Após discussões entre os parlamentares, houve alterações no projeto, e novos deputados entraram como autores. O texto final foi aprovado pela Câmara dos Deputados em 9 de agosto de 2023, relatado pela deputada Dandara Tonantzin. O projeto seguiu para o Senado Federal, onde foi relatado pelo senador Paulo Paim e aprovado em 24 de outubro de 2023. O texto, então, seguiu para sanção presidencial, e foi aprovado pelo presidente Luiz Inácio Lula da Silva em 13 de novembro de 2023, um dia após a realização do Exame Nacional do Ensino Médio.
A Lei de Cotas acabou com as seguintes alterações:
- Incluem-se quilombolas entre os grupos beneficiados, juntamente com pretos, pardos, indígenas e pessoas com deficiência;
- Os possíveis cotistas passam a competir primeiro pelas vagas de ampla concorrência, tomando espaço nas cotas apenas se não forem obtiverem uma vaga "naturalmente";

- Altera-se o limite para reserva de baixa renda para até 1 salário mínimo per capita (baixando o limite, que anteriormente era de 1,5 salário mínimo).

As mudanças já valem para a edição de 2024 do Sistema de Seleção Unificada.

#### Comissões de Heteroidentificação
Desde o início da implementação da Lei, acumularam-se muitas denúncias de fraude nas cotas raciais. Assim foram sendo estabelecidas comissões de heteroidentificação (também conhecidas como tribunas raciais), processos em que bancas geralmente formadas por membros do corpo docente avaliam os fenótipos de possíveis cotistas visando certificar-se que a percepção social do indivíduo em questão é equivalente à sua autodeclaração racial.  Estas são frequentemente criticadas por sua subjetividade e imprecisão.

## Efeitos
Desde seu estabelecimento, A Lei de Cotas aumentou drasticamente a extensão das ações afirmativas nas universidades brasileiras. Também causou grande diversificação nos corpos discentes, que eram anteriormente dominados por egressos brancos de escolas particulares.
Alguns estudos em universidades apontam que, contrário à expectativas comuns, não há grande disparidade entre o desempenho acadêmico de cotistas e não cotistas (apesar da diferença ser um pouco maior quando consideram-se os cotistas raciais separadamente).

## Críticas e justificativas
A sanção da Lei de Cotas foi um processo extremamente polêmico e muito debatido na sociedade brasileira. As justificativas para a lei frequentemente baseavam-se e baseiam-se em apelos à inclusão social e à uma correção do racismo e da desigualdade social no Brasil.
Além dos debates gerais sobre a moralidade e eficácia da ação afirmativa, críticos da medida afirmavam que as cotas em universidades eram uma maneira errada e ilusória de combater-se a desigualdade, sendo que as mudanças deveriam ser focadas na Educação Básica, verdadeira origem das disparidades.
As cotas raciais estabelecidas pela Lei também são atacadas como inconstitucionais por sua essência como de "discriminação positiva", afirmando-se que a Constituição Brasileira proibiria qualquer tipo de exclusão baseada em raça ou etnia.

### Apoio popular
Em 2021, uma pesquisa do site Poder360 apontou uma aprovação de cerca de 60% para as cotas raciais entre a população brasileira, porcentagem consistente com a de um levantamento interior do instituto. Uma pesquisa de 2023 do instituto Datafolha encontrou uma aprovação de cerca de 50%.

## Outras ações afirmativas no ensino superior
O ProUni reserva bolsas para pessoas autodeclarados pretos, pardos e indígenas, e também para pessoas com deficiência.
Universidades estaduais, como a Universidade de São Paulo (USP), não são regidas pela Lei de Cotas, mas podem adotar medidas próprias de ações afirmativas.